# Sino-German Mobile Communications Institute
Das Sino-German Mobile Communications Institute (MCI) in Berlin ist das erste deutsch-chinesische Institut für Kommunikations- und Informationstechnologie in Deutschland.
Es wurde 2003 eröffnet hat seinen Sitz am Fraunhofer-Institut für Nachrichtentechnik auf dem Campus der Technischen Universität Berlin.
Gemeinsam mit chinesischen Forscherteams arbeiten Wissenschaftler der Technischen Universität an der Entwicklung neuer Übertragungstechniken und leistungsfähiger Netztechnologien.
Im Pekinger Schwesterinstitut Sino-German Joint Software Institute werden Anwendungen für die nächste Generation von Mobiltelefonen geforscht.